# Shenseea
Чинси Лин Ли (англ. Chinsea Lin Lee; род. 1 октября 1996 года, Мандевилл, Ямайка), более известная как Shenseea — ямайская дэнсхолл-исполнительница.

## Биография

### Ранние годы
Чинси Лин Ли родилась 1 октября 1996 года в Мандевилле на Ямайке. Её отцом был кореец, которого она никогда не видела, поскольку он оставил её мать ещё до её рождения. Shenseea рассказала, что всё, что она знает об отце, это то, что он был состоятельным и был преступником, поэтому ему приходилось путешествовать по миру.

### Карьера
Широкую известность Shenseea получила в 2016 году, когда вышла её совместная с Vybz Kartel песня «Loodi». На ямайской музыкальной премии Youth View Awards в феврале 2017 года, вручаемой за музыкальные достижения прошлого года, Shenseea победила в трёх номинациях: «Young Hot and Hype Artiste», «Break Out Celebrity of 2016» и «Collaboration of The Year».
В 2017 году уже выступала на главной сцене крупнейшего ямайского музыкального фестиваля Reggae Sumfest. Уже тогда её критиковали за то, что она «слишком быстро растёт». В этот период с ней заключил рекламные контракты карибский телекоммуникационный провайдер Flow и компания Pepsi. В этом же году выпустила совместную с Шоном Полом песню «Rolling» и присоединилась к нему во время его европейского тура.
Приняла участие в записи трека «Right Moves» Кристины Агилеры, который появился на её альбоме Liberation 2018 года. В этом же году записала трек «Blessed» с рэпером Tyga. В январе 2020 года вышел трек «IDKW», записанный с рэперами Swae Lee и Young Thug и продюсером Rvssian.
В 2021 году появилась на треке «Silver Tongue Devil» Masego с мини-альбома Studying Abroad и «Tiny» Major Lazer с альбома Music Is the Weapon (Reloaded). В этом же году появилась на двух треках на альбоме Канье Уэста Donda, это «Pure Souls» с Родди Ричем и «Ok Ok pt 2» с Rooga. На MOBO Awards 2021 получила награду в номинации «Best Reggae Act».
В январе 2022 года Shenseea совместно с Megan Thee Stallion выпустила песню «Lick». По словам певицы, это первый сингл с её готовящегося дебютного студийного альбома Alpha. Альбом был выпущен 11 марта. В этом же году песня Shenseea 2018 года «Pon Mi» стала вирусной в TikTok.
В 2023 году Shenseea выступила на фестивале «Коачелла», на премии MTV VMA, принимала участие в туре Tropical Takeover Tour с Шоном Полом и Майком Тауэрсом. 24 мая 2024 года певица выпустила свой второй альбом Never Gets Late Here. Гостями на альбоме выступили Анитта, Coi Leray и Wizkid.